# 臺北市立成淵高級中學
25°03′40″N 121°31′07″E / 25.0611853°N 121.5186297°E
臺北市立成淵高級中學，簡稱成淵、淵中，創立於1897年，是一所位於臺灣臺北市大同區的市立完全中學。

## 校史
- 1897年8月：由臺灣總督府民政部財務局古谷傳發起創立研修會，借臺灣總督府內「舞樂堂」為址。
- 1898年8月 在台北市內南門街二丁目新築小規模之校舍，總督府事務官木村匡為監督，古谷傳任校長，改訂組織規程，為東門學校。
- 1903年4月：古谷傳回日本，聘通信書記官松尾宗幽為校長。
- 1904年4月：台灣學習會創立於台北城內書院街二丁目，水川佐美治為校長。
- 1904年5月：書記鐸木直之助為校長。
- 1906年4月：近藤十郎就任校長，民政長官後藤新平諭示「應即重建校舍，擴張教育事業」，合併私立台灣學習會，為成淵學校。
- 1908年3月26日：長尾半平、峽謙齋為主辦人，立校申請獲准。
- 1911年：總督府技師高橋辰次郎繼任主辦人。
- 1921年2月：總督府總務長官賀來佐賀太郎繼任主辦人。
- 1922年3月：12月立案，為私立成淵學校，近藤十郎為校長。
- 1923年：臺北高等商業學校教授室田有就任校長。
- 1937年：倉岡彥助就任校長。
- 1941年4月：改稱財團法人私立成淵中學，為正式中學，岡崎喜為校長。
- 1945年9月：借開南商業職業學校（台北市私立開南高級商工職業學校前身之一）校舍復校，聘請周延壽兼任校長，校友吳永發為董事長。
- 1946年7月：移歸臺北市政府接辦。8月1日易名為臺北市立福星初級中學（為紀念抗日烈士羅福星），於夜間上課。
- 1952年9月：與臺北市立大龍峒中級補習學校合併，定名為臺北市立初級中學。
- 1954年9月：試辦高中部。
- 1955年9月：在臺北縣新莊鎮西盛國民學校（今新北市新莊區民安國民小學）內成立新莊聯合分部。
- 1955年10月：改制為完全中學，易名為臺北市立中學。
- 1956年11月：易名為臺北市立成淵中學。
- 1961年：因「省辦高中，縣市辦初中」政策，停辦高中部，專辦初中部（當時臺北市為省轄市）。高中部學生移至省立成功高中就讀。
- 1968年：因實施九年國教，易名為臺北市立成淵國民中學。
- 1995年：發生集體性騷擾事件，校長陳添丁、教務主任陳瑞明、訓導主任林克雄、輔導主任王美玉等學校主管有多項行政疏失，於1996年遭監察院彈劾。[2]
- 1996年：奉准設立高中部，改制為完全中學。同年其學生自治組織成立。

## 歷任校長

### 臺北市立成淵高級中學
| 時間       | 校名                 | 校長       | 備註                                                                     |
| ---------- | -------------------- | ---------- | ------------------------------------------------------------------------ |
| 1897年8月  | 民政部研修會         |            | 古谷傳籌設供員工進修。                                                   |
| 1898年8月  | 東門學校             | 古谷傳     | 建築校舍，稱為東門學校。                                                 |
| 1903年4月  | 東門學校             | 松尾宗幽   |                                                                          |
| 1904年5月  | 東門學校             | 鐸木直之助 |                                                                          |
| 1906年4月  | 成淵學校             | 近藤十郎   | 合併私立台灣學習會。（目的為推動日本國語普及化為主之教育機構）           |
| 1922年3月  | 私立成淵學校         | 近藤十郎   |                                                                          |
| 1923年     | 私立成淵學校         | 室田有     |                                                                          |
| 1937年     | 私立成淵學校         | 倉岡彥助   |                                                                          |
| 1941年4月  | 財團法人私立成淵中學 | 岡崎喜亦   |                                                                          |
| 1945年9月  | 財團法人私立成淵中學 | 周延壽     | 校舍被盟機炸毀，借開南商工校舍復校。                                     |
| 1946年7月  | 臺北市立福星初級中學 | 周延壽     | 臺北市政府接管改為福星初中。                                             |
| 1946年8月  | 臺北市立福星初級中學 | 林聰田     |                                                                          |
| 1952年9月  | 臺北市立初級中學     | 李志傳     | 與臺北市大龍峒中級補習學校合併。                                         |
| 1953年2月  | 臺北市立初級中學     | 歐瑞雄     |                                                                          |
| 1954年9月  | 臺北市立初級中學     | 歐瑞雄     | 奉准試辦高中。                                                           |
| 1955月10月 | 臺北市立中學         | 歐瑞雄     | 奉准成立完全中學。                                                       |
| 1956月10月 | 臺北市立成淵中學     | 歐瑞雄     | 奉准恢復成淵校名。                                                       |
| 1961月6月  | 臺北市立成淵中學     | 李大祥     |                                                                          |
| 1961月8月  | 臺北市立成淵中學     | 李大祥     | 因省辦高中，自此專辦初中。                                               |
| 1968月8月  | 臺北市立成淵國民中學 | 李大祥     | 九年國教開始實施。                                                       |
| 1973月5月  | 臺北市立成淵國民中學 | 吳燦陽     |                                                                          |
| 1983月8月  | 臺北市立成淵國民中學 | 楊訓庭     |                                                                          |
| 1988月8月  | 臺北市立成淵國民中學 | 蔡添順     |                                                                          |
| 1994月2月  | 臺北市立成淵國民中學 | 陳添丁     |                                                                          |
| 1996月2月  | 臺北市立成淵國民中學 | 陳世昌     |                                                                          |
| 1996月7月  | 臺北市立成淵高級中學 | 陳世昌     | 奉准改制高中，為完全中學，並辦理綜合高中課程。                           |
| 2007月8月  | 臺北市立成淵高級中學 | 趙雅鈴     | 第一位女校長。                                                           |
| 2015月9月  | 臺北市立成淵高級中學 | 朱逸華     | 由趙雅鈴任內秘書轉任校長，引發校長遴選黑箱事件之風波，綜合高中課程停辦。 |
| 2023年8月  | 臺北市立成淵高級中學 | 劉葳蕤     | 由萬芳高中校長轉任                                                       |

### 臺北市立大龍峒中級補習學校
| 時間       | 校名             | 校長   | 備註                         |
| ---------- | ---------------- | ------ | ---------------------------- |
| 1946年10月 | 大龍峒補習學校   | 陳錫幅 |                              |
| 1949年2月  | 大龍峒補習學校   | 黃錢寶 |                              |
| 1949年12月 | 大龍峒補習學校   | 李金蟬 |                              |
| 1952年9月  | 臺北市立初級中學 | 李志傳 | 與臺北市立福星初級中學合併。 |

## 外部連結
- 台北市立成淵高級中學 （页面存档备份，存于） （繁體中文）